# Collégiale Saint-Symphorien de Reims
La collégiale Saint-Symphorien est une église catholique de Reims aujourd'hui disparue.
L'évêque Bétause fait ériger à Reims au IVe siècle une église dédiée aux Saints-Apôtres. Elle sert de cathédrale jusqu'au Ve siècle, puis devient église paroissiale, consacrée à Saint Symphorien. Elle devient également collégiale, sans doute avant l'an mil et l'une des plus puissantes de Champagne et même au-delà. Elle est détruite à la fin du XVIIIe siècle.

## Histoire

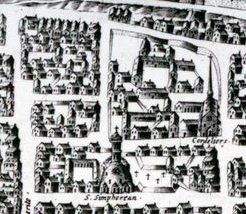
En 1618 sur le plan Picart.

Selon Flodoard, dès le IVe siècle, les ecclésiastiques rémois avaient acquis des terrains à l'endroit de l'actuelle rue Saint-Symphorien et y avaient édifié sous Bétause, une basilique des Saints-Apôtres, peut-être une des premières cathédrale de Reims. Lorsque saint Nicaise déplace la cathédrale de Reims, elle devient une diaconie. 
Au XIe siècle, les chanoines du chapitre de Saint-Symphorien érigent sur cette parcelle leur collégiale avec le cloître.
L'archevêque de Reims Arnoul (997-1021) ou l'archevêque Eble de Roucy (1021-1033) en serait le fondateur. Elle abrite aussi une paroisse. Les chanoines disposent du chœur, les paroissiens de la nef. Les paroissiens et le curé prétendent avoir accès au chœur, revendication temporairement satisfaite à Saint-Symphorien comme à Saint-Timothée. Les chanoines de Saint-Symphorien s’en prennent en 1712 à « ces mutins de paroissiens, soutenus par le visage plat et mine mince de leur curé ».
Au XIe siècle, le doyen a autorité sur un vaste territoire qui va jusqu'aux paroisses de Saint-Quentin.
Elle est détruite à la fin du XVIIIe siècle.
Les fouilles archéologiques de 2006 ont mis au jour le cloître de la collégiale et ont amené les chercheurs à émettre des doutes sur l’identité entre ce site et celui de l’église des Saints-Apôtres du IVe siècle.

## Prévots
Le dignitaire pouvait porter le titre de prévôt ou de doyen.
- Barthélemy, abbé et trésorier, membre du chapitre métropolitain de Reims (charte de Manassès II, 1103)[8].
- Raoul
- Drogon

## Doyens
En 1221, Guillaume de Joinville érige le décanat et la prévôté est supprimée.
- Deodat (1103)[8].
- Guillaume Fillastre (1344-1428), doyen de Saint-Symphorien (1387-1391)[9].
- Nicolas Chesneau (1521-1581), nommé en 1574, auteur d’un Manuel de la recherche ou antiquité de la foy en 1570 et de la traduction de L’Histoire de l’Église métropolitaine de Reims, par Flodoard, en 1580.

## Chanoines
À l'origine, vingt prébendes diaconales ont été fondées au sein du chapitre. En 1119, Raoul confirme que les chanoines ne sont justiciables que devant l'abbé ou le doyen. En 1195, un acte de Guillaume de Champagne prévoit que trois de ces prébendes deviennent sacerdotales, leurs titulaires devant être ordonnés obligatoirement dans l'année de réception, au plus tard. En 1202, l'obligation de résidence de sept mois par an et la foranéité (privation des droits du chanoine : stalle, prébende,..) sont fixées.
- Siméon, prêtre ; Seibert, prêtre ; Jecelin, prêtre ; Remi, chantre ; Dodon, diacre ; Heribert, diacre ; Garin, sous-diacre ; Odon, sous-diacre ;  Etienne, sous-diacre ; Haideric, sous-diacre ;  Pierre, sous-diacre, (1103)[8].

- Prieur (Prior), chanoine de Saint-Symphorien, puis du chapitre de la cathédrale de Reims (1216), official de 1215 à 1226.

- Jean Cauchon (†ca 1255), chanoine de Saint-Symphorien.

- Dominique de Saint-Urbain (Dominicus de Sancto Urbano), chanoine de Saint-Symphorien (1288).

- Jean Ware, ou Waret (†1511), originaire de Pévy, reçu au chapitre de Reims, le 7 juillet 1482, alors qu'il n'est que diacre, chanoine de Saint-Symphorien et de Sainte-Balsamie, inhumé dans la cathédrale de Reims[10].

- Baugeois de Namps (†1528), clerc du diocèse d'Amiens, curé de Remilly,  reçu chanoine de Notre-Dame, le 6 mai 1471,  le même jour, il devientt chanoine de Saint-Symphorien et, vers 1503, chanoine de Saint-Timothée, épitaphe dans la cathédrale de Reims[11].

- Paul Grand-Raoul (†1558), chanoine (prebende 73, 1502; prebende 29, 1516),  écolâtre (1523), chanoine de Sainte-Nourice, chapelain de Saint-Jean-Baptiste de l’hôpital de Jonchery-sur-Vesle (1528), de Sainte-Marguerite de Froullicourt (1549), chanoine de Saint-Symphorien [9].

- Ponce Lecomte (†1572), originaire de Pévy, en 1567, il obtient la moitié de la 74e prébende du chapitre de la cathédrale dont il devait jouir entièrement en 1569, chanoine, également, de Saint-Symphorien et de Sainte-Balsamie, inhumé auprès de son oncle Ponce Comitis dans le cloître du chapitre de la cathédrale du côté de Saint-Michel[12].

- Antoine Beauchesne, chanoine de Saint-Symphorien vers 1600, chanoine de l'église métropolitaine de Reims[9].

- Pierre Dozet, prêtre, docteur en théologie, chancelier, de l'Université de Reims, chanoine de l'église métropolitaine de Reims et archidiacre de Champagne, chanoine de Saint-Symphorien, chanoine de Notre-Dame de Reims vers 1630-40.
- Louis Bonvent, prêtre, docteur en théologie, chanoine de Saint-Symphorien et principal du collège des Bons-Enfants, principal du collège de l'université de Reims (1658)[9].
- Jean Godinot (1661-1749), vers 1690.
- Guillaume de La Salle, docteur en théologie, recteur de l’université de Reims (1718-1720), chanoine de Saint-Symphorien[9].

- Charles-Drouin Regnault, curé de Bezannes, chanoine de Saint-Symphorien,  il occupe, le 27 juillet 1725, la 15e prébende du chapitre de Notre-Dame[13].
- Jean-Francois Maillefer (1701-†1755), chanoine, se démit le 11 septembre 1728 de sa prébende de Sainte-Balsamie ; 13 mai 1727, chanoine de Saint-Symphorien ; 4 mars 1729, chanoine de Notre-Dame, diacre.
- Abbé Bauny, chanoine de l'église collégiale de Saint-Symphorien et secrétaire de l'archevêché (1780).
- Jean Clocquet, chanoine de Saint-Symphorien, recteur de l'Université, curé de Saint-Symphorien.
- Jean Dunoys, chanoine de Saint-Symphorien de Reims.
- Thierry Moët, chanoine de Saint-Symphorien.
- Jean le Petit (Parvi), chanoine de Saint-Symphorien de Reims.

## Droit de patronage
13 paroisses, 8 chapelles :
- Saint-Martin de Berru
- Saint-Martin de Bezannes
- Saint Martin de Fresnes
- Saint-Martin de Mars-sous-Bourcq
- Saint-Symphorien de Witry-lès-Reims, le chapitre de Saint-Symphorien de Reims présentait à la cure, confirmé par la charte de Raoul, archevêque de Reims, qui octroie à ce chapitre en 1119 : « la manse seigneuriale de Witry avec tout le village, avec sa vicomté, le droit de justice et tous les autres droits existants dans ledit village »

### Décimateurde
- Église Saint-Martin de Berru (pouillé de 1312,   de 1779)
- Église Saint-André de Cormontreuil en 1776.

## Héraldique
| Armes du chapitre de Saint-Symphorien de Reims | Les armes du chapitre de St-Symphorien de Reims se blasonnent ainsi : De gueules, à une épée d'argent garnie d'or, accostée de deux palmes du deuxième; deux clefs du troisième passées en sautoir brochant sur le tout. |